# 總督 (頭銜)
總督/班（Ban）是中世紀時歐洲巴爾幹半島上一些政權的君主使用的一個頭銜。其統治的政權成為「總督區/班领」（Banate），如波士尼亞總督區、塞維林總督區等。在中世紀的克羅埃西亞王國於1102年與匈牙利成為共主邦聯之後，匈牙利國王兼任克羅埃西亞國王，並指派克羅埃西亞總督實際管理該地。